# Wścibscy
Wścibscy – książka dla dzieci Doroty Gellner z ilustracjacami Beaty Zdęby, wydana przez Wydawnictwo Bajka w 2012 roku.
Książka została wpisana na Listę Białych Kruków Międzynarodowej Biblioteki Młodzieżowej w Monachium (za rok 2013), Listę Skarbów Muzeum Książki Dziecięcej (za rok 2014 dla starej nazwy wyróżnienia – Konkursu Literatury Dziecięcej im. Haliny Skrobiszewskiej w 2014 roku) i Złotą Listę „Cała Polska czyta dzieciom”. Książka była także nominowana w konkursie Empiku na Najlepszą Książkę Dziecięcą „Przecinek i Kropka”.
Książka w 2021 roku została wpisana na listę lektur szkolnych dla klas I-III szkoły podstawowej.